# Villa romana de São Cucufate
A Villa romana de São Cucufate, igualmente conhecida como Ruínas de Santiago, é um monumento histórico em Vila de Frades, no município da Vidigueira, em Portugal. Consiste nas ruínas de um complexo do período romano, composto por uma mansão, termas, um templo e uma zona de produção agrícola. A villa é provavelmente a maior em Portugal, e um exemplar único no país, estando integrada na tipologia de uma villa áulica. Ao contrário das villas romanas típicas, que se organizavam em redor dos peristilos, o complexo de São Cucufate apresenta uma composição única, marcada pela verticalidade, com dois pisos. No piso térreo encontrava-se uma zona produtiva, conhecida como pars rustica, que incluía alojamentos para servos e escravos, armazéns, uma olaria e um lagar de vinho. O primeiro andar correspondia à residência do senhor da propriedade, que contava com grandes varandas ao longo das suas fachadas. Nas traseiras, esta varanda era suportada por uma série de arcos de volta inteira. O acesso à pars urbana era feito através de uma escada estreita e íngreme.
A ocupação romana do local iniciou-se provavelmente no século I, e terá terminado nos séculos V a VI, durante as invasões bárbaras da Península Ibérica. Porém, o sítio continuou a ser habitado durante este período, tendo o antigo templo romano sido convertido numa basílica paleocristã. A antiga casa romana foi depois ocupada por dois mosteiros cristãos dedicados a São Cucufate, fundados em períodos diferentes, e cada um com a sua própria igreja, construídas em locais diferentes dentro das ruínas. De acordo com os vestígios encontrados no local, o primeiro mosteiro terá sido instalado entre os séculos IX e X, durante a época islâmica, e depois abandonado no século XII, na sequência da Reconquista. O segundo mosteiro foi estabelecido no século XIII, como parte de um programa de D. Afonso III para o repovoamento da região após a Reconquista, tendo funcionado até aos séculos XVI ou XVII. A igreja esteve aberta ao culto até ao século XVIII, tendo permanecido num razoável estado de conservação. Os vestígios arqueológicos foram classificados como Monumento Nacional em 1947, embora então ainda se tinha a ideia errada que correspondiam apenas ao segundo mosteiro de São Cucufate.

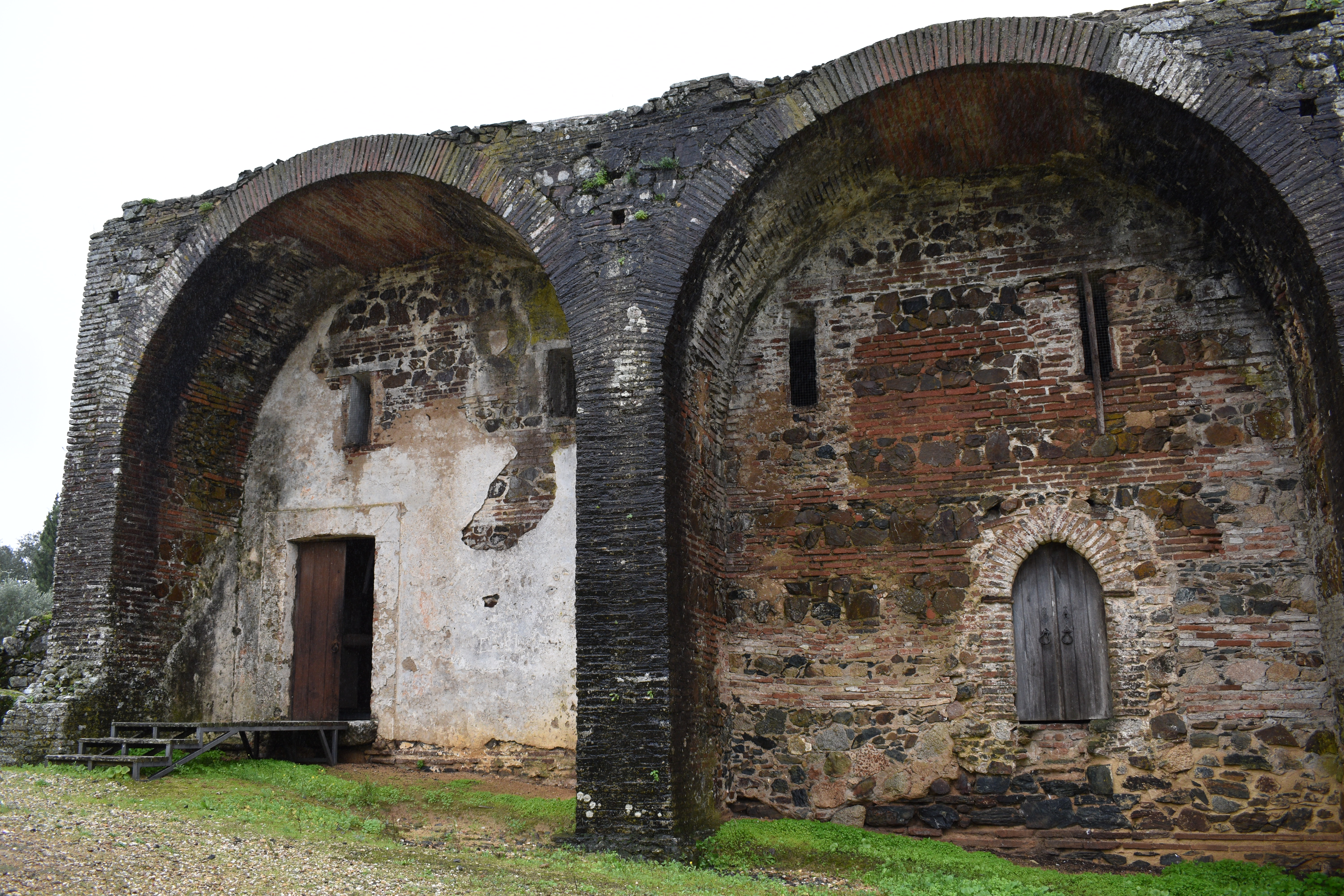
Fachada poente das ruínas, em 2020

## Importância
O sítio arqueológico de São Cucufate tem uma grande importância para o estudo da antiga civilização romana em Portugal, tendo permitido, por exemplo, aprofundar os conhecimentos sobre a evolução da arquitectura romana, devido à presença de três fases distintas de construção. Também possibilitou o estudo dos sistemas de exploração dos recursos, da organização administrativa e do povoamento durante aquela época, e é de uma relevância vital para a compreensão da forma como se introduziu e desenvolveu o cristianismo em território nacional, até se tornar a religião dominante. A villa em si é considerada a estrutura deste tipo em melhores condições de conservação, não só a nível nacional como no estrangeiro. Este grau de conservação deve-se em grande parte à utilização quase constante do edifício desde a antiguidade tardia até ao período cristão, apesar de ter sido profundamente transformado pela instalação dos dois mosteiros no seu interior.
Além disso, também é considerado de grande valor cultural para a região, devido à sua ligação ao vinho de talha, um método de produção vinícola praticado desde o período romano na região. Com efeito, foram descobertos vestígios de vinho de talha em São Cucufate, cuja presença foi registada no dossier da candidatura do Vinho de Talha a património cultural e imaterial da UNESCO, que estava a ser preparado pela autarquia da Vidigueira em Janeiro de 2020. O Centro Interpretativo do Vinho de Talha, em Vila de Frades, inaugurado em 2020, é dedicado àquele método de produção vinícola, incluindo a sua evolução histórica, com destaque para a antiga villa romana. Em 2013, a autarquia da Vidigueira criou um percurso temático sobre a produção vinícola no concelho, o Itinerário Cultural da Vinha de São Cucufate, que começa nas ruínas romanas.

## Localização
O sítio arqueológico de São Cucufate ocupa uma extensa área no topo de uma plataforma, que apesar da sua reduzida elevação permitia controlar a planície em redor, principalmente para Sul, no sentido de Pax Júlia (Beja). Situa-se no lugar também denominado de São Cucufate, a cerca de um quilómetro de distância da aldeia de Vila de Frades, tendo acesso pela estrada entre aquela localidade e Vila Alva, no concelho de Cuba. No período romano, este local estava afastado das povoações, mas situado perto de um importante cruzamento de vias, estando ligado por estrada à cidade de Pax Julia.
Do ponto de vista administrativo, o antigo complexo integrava-se na província romana da Lusitânia, mais concretamente na subdivisão do Convento Pacense, cuja capital era a cidade de Pax Júlia.

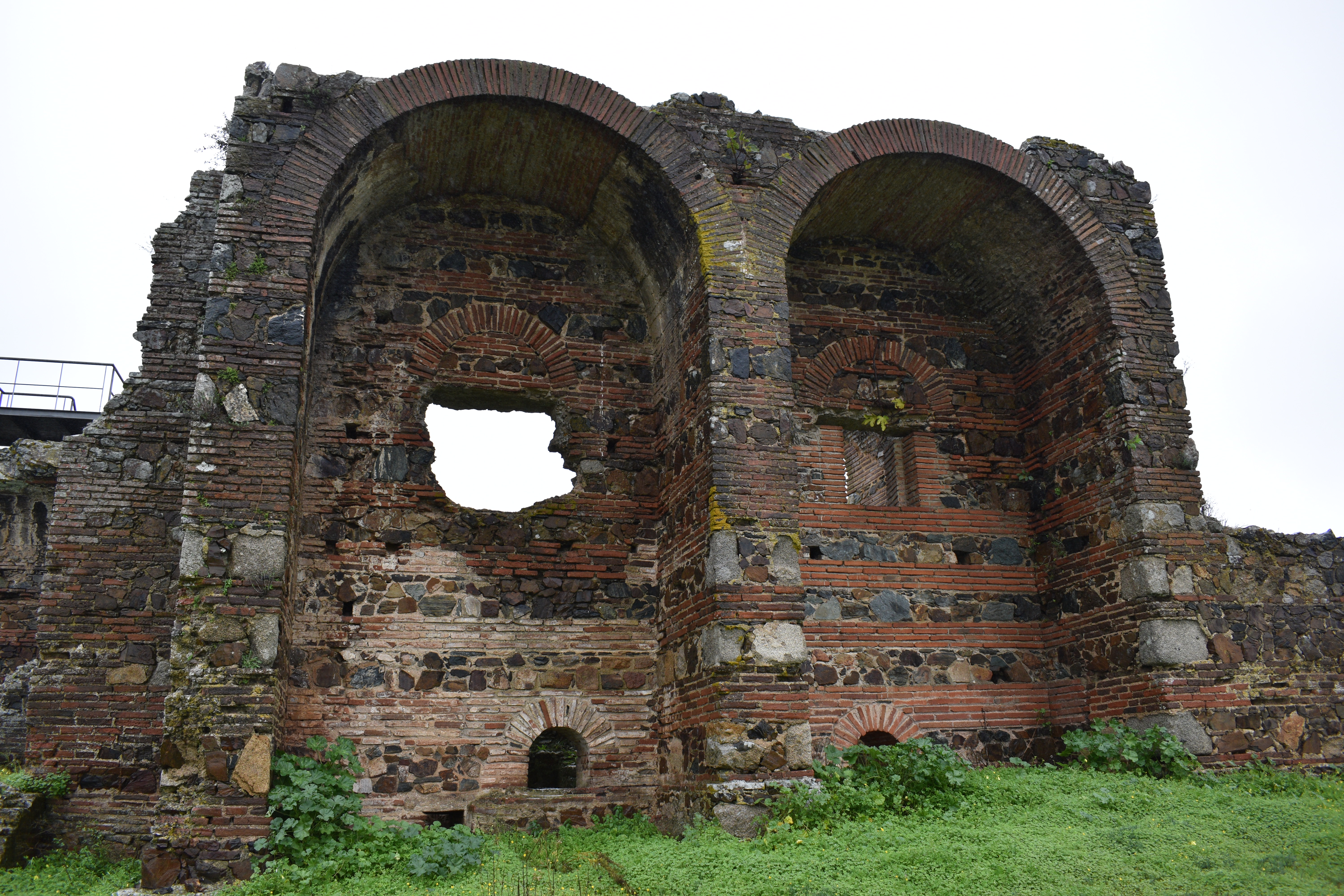
Pormenor de um criptopórtico, na fachada principal. É visível o aparelho construtivo, utilizando fiadas alternadas de tijolos e de alvenaria de xisto

## Composição
Uma villa romana típica tinha pelo menos duas funções, servindo como local de residência habitual ou temporária de um grande proprietário e a sua família, e como centro industrial, onde se transformavam e armazenavam os produtos vindos da zona em redor. Este também era o caso de São Cucufate, que conjugava uma mansão palacial com um núcleo produtivo, dedicado ao processamento e armazenamento dos géneros agrícolas, principalmente vinho. Os vários edifícios das villas romanas normalmente estavam organizados em torno de um espaço central, o pátio (patium).
As villas romanas estavam normalmente divididas em três zonas distintas: a pars urbana, onde residiam os proprietários, de forma sazonal ou permanente; a pars rustica ou parte produtiva, onde viviam e trabalhavam os servos, contando com várias estruturas de apoio, como cozinhas, armazéns e instalações para os animais; e a zona de armazenamento, que frequentemente era integrada na pars rustica em vez de ser uma área autónoma. Originalmente, o complexo romano de São Cucufate seguia esta regra, mas as últimas grandes obras mudaram totalmente a sua organização, passando o edifício central a concentrar não só a pars urbana mas também uma parcela da pars rustica. Além da casa principal e das estruturas produtivas, o conjunto romano também incluía um complexo termal, um templo, um tanque de grandes dimensões e um espaço ajardinado. Em redor da villa situava-se o ager, o domínio territorial onde se situavam os recursos económicos da propriedade, como campos e florestas. Junto dos terrenos agrícolas situavam-se as habitações para os escravos e serviçais.
Foram igualmente identificados dois palheiros, estruturas de piso elevado onde se armazenavam os cereais, e que foram construídos em períodos diferentes. O palheiro da época alto-imperial situa-se num local isolado, enquanto que o segundo foi construído mais perto da mansão.

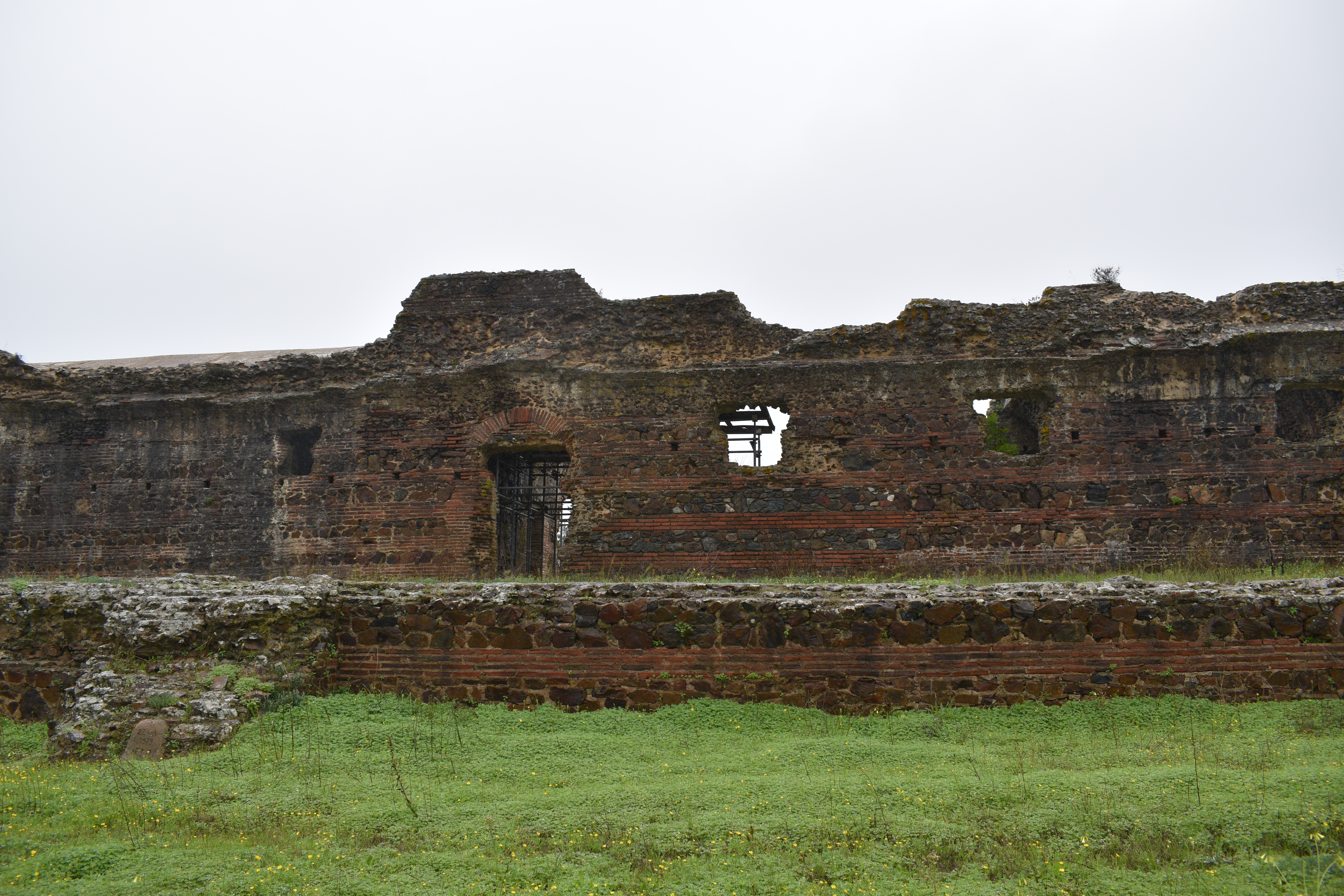
Galeria na fachada principal, situada ao longo do corpo central, entre os criptopórticos. Do lado esquerdo encontram-se os vestígios de uma das três escadarias

### Mansão
A mansão romana é na realidade composta por três edifícios, correspondentes a três fases de construção sucessivas, durante as quais foram demolidas as antigas estruturas, e construídas novas em cima dos alicerces das antigas. Assim, a casa visível é na realidade a que foi construída em último lugar, embora tenham sobrevivido vestígios dos primeiros dois edifícios, podendo as três fases ser distinguidas através das diferentes formas de construção. A segunda casa utilizava um aparelho de xisto irregular, sendo a ligação entre as alvenarias feita através de argamassa de cal, enquanto que a terceira utilizou camadas de alvenaria de xisto alternadas com fiadas de tijolo, em redor de um núcleo de cimento. O edifício foi construído de forma a ficar orientado de Leste para Oeste.
O edifício mais recente corresponde a uma villa áulica, ou seja, uma residência de dimensões e aparência monumentais, apresentando uma natureza especialmente refinada e luxuosa, até em comparação com os restantes formatos de casas de campo romanas, servindo para demonstrar o elevado estatuto de poder e de riqueza a que tinham chegado os seus proprietários. Com efeito, as villas áulicas são as menos comuns entre as estruturas daquele tipo na Lusitânia, tendo a de São Cucufate sido provavelmente a única no território que produzia vinho, possuindo uma arquitectura ímpar no território português. A maior parte dos edifícios deste tipo tinha uma organização fechada, com os vários compartimentos em redor de peristilos, configuração que a villa de São Cucufate apresentava inicialmente, só ganhando a sua aparência distinta, verticalizada, após a terceira fase de obras. A casa de São Cucufate não é o único exemplo de uma villa áulica em Portugal, tendo as ruínas romanas de Santo André de Almoçageme, em Colares, sido igualmente identificadas como sendo daquela tipologia.
A casa principal apresentava uma planta alongada, em forma de U, constituída pelo corpo central e por dois laterais, salientes em relação ao central, e que são quase totalmente iguais, salvo pela presença de uma ábside semicircular, na fachada Norte do corpo ocidental, que rematava a capela. Esta fachada poderá ter sido inspirada por um teatro. A fachada Sudoeste do corpo central possuía uma galeria e patamar com três escadas, uma no centro e duas nos extremos, que faziam a ligação entre a casa e os jardins, servindo talvez como sala de recepção. Na fachada posterior existia uma outra galeria, ainda com vestígios da cobertura em abóbada. O edifício tinha dois pisos, com a pars urbana a ocupar o primeiro andar, enquanto que a pars rustica estava situada no piso térreo, podendo ter-se alongado para Sul. Os criptopórticos, que normalmente eram construídos de forma subterrânea, em São Cucufate foram instalados acima do solo, de forma a permitir um alteamento da pars urbana, garantindo assim aos proprietários uma maior visibilidade sobre os terrenos em redor.
O conjunto habitacional foi considerado como o maior do período romano desta tipologia, na Península Ibérica. As villas romanas em território nacional que mais se assemelham às de São Cucufate são as do Rabaçal, na Beira Litoral, e de Milreu, no Algarve.

#### Pars rustica

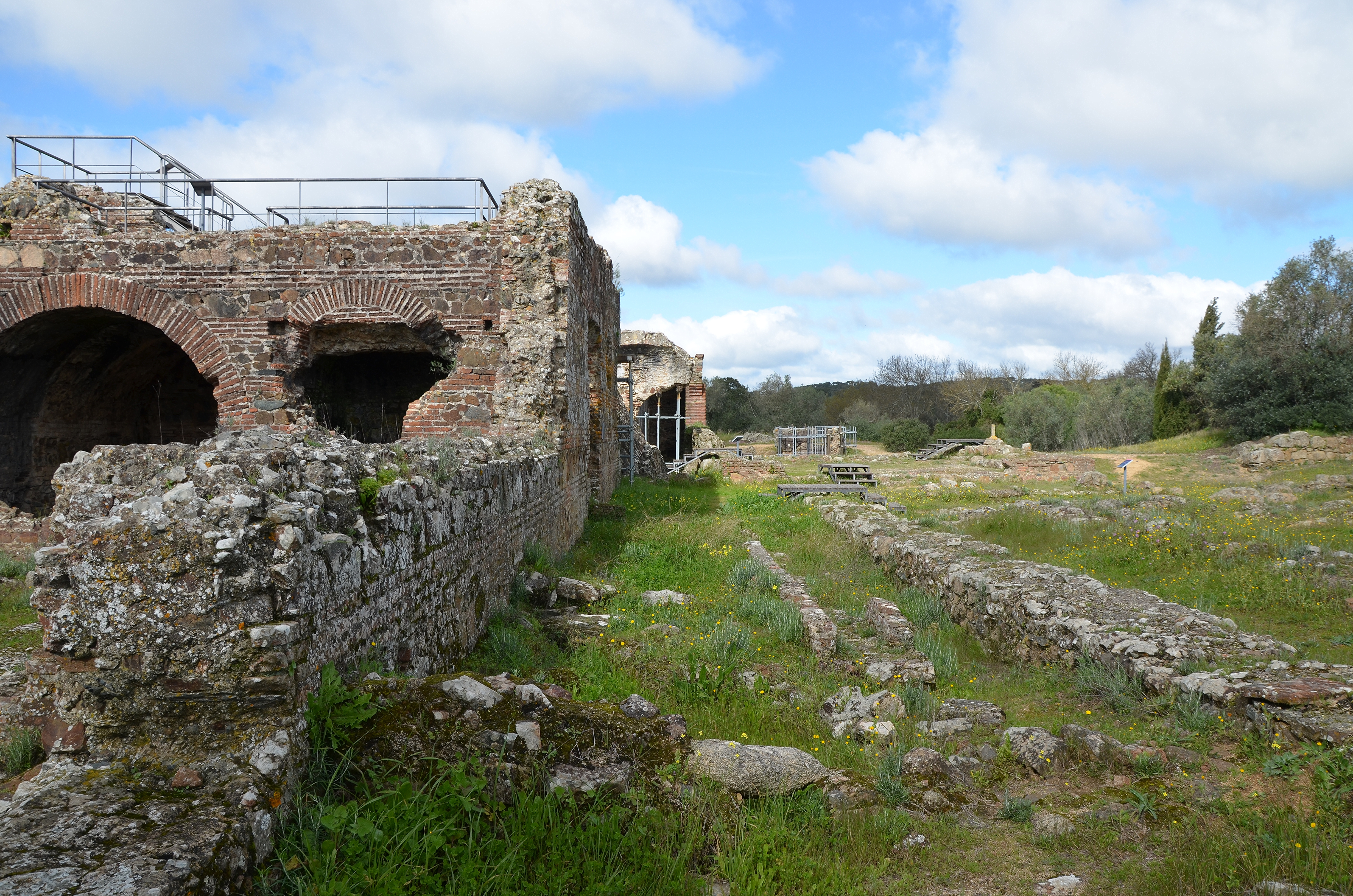
Traseiras da mansão romana, vendo-se as coberturas em ábobada no piso térreo, correspondente à pars rustica

No piso térreo da mansão, que correspondia à pars rustica, foram encontradas estruturas ligadas à produção agrícola, incluindo salas cobertas por abóbadas de berço, situadas nas traseiras da nave, que possivelmente foram utilizadas para o armazenamento de vinho ou azeite em talhas. Com efeito, uma das principais culturas da quinta romana era a vinha, estando situada numa área cujos terrenos tinham uma grande potencialidade vinícola, tanto que a região da Vidigueira ficou conhecida desde a antiguidade devido à sua produção de vinho, tendo recebido, segundo a tradição, o nome de Vitigeria durante o período romano. O vinho era fabricado através do método de talha, como pode ser constatado pela descoberta de uma olaria e de um lagar de vinho. Este foi provisoriamente identificado por Jorge de Alarcão como de azeite, mas não foram encontrados vestígios de estruturas ligados ao fabrico daquele produto, como uma prensa de azeite (mola olearia), tendo sido descoberto apenas um pequeno braseiro. Em contraste, foram recolhidos fragmentos de talhas de barro e um conjunto de grainhas de uva fossilizadas, pelo que terá muito provavelmente sido utilizado para a produção de vinho. Também foram descobertos pelo menos dois pesos de lagar, com uma perfuração central e dois pontos de encastramento laterais de forma trapezoidal, configuração semelhante aos pesos encontrados no complexo romano de La dehesa de la Cocosa, perto de Badajoz. Junto ao lagar de vinho estava situada a adega (cella vinaria), que poderá ser a mais antiga estrutura deste tipo na Península Ibérica.
Entre as ruínas da pars rustica foram encontrados alguns vestígios de quando esta área era ainda utilizada como pars urbana, ou seja, a residência dos proprietários, antes desta ter sido passada para o primeiro andar. Estes incluem salas típicas das mansões romanas, como um triclínio (triclinium - sala de jantar) e um tablinum (escritório).

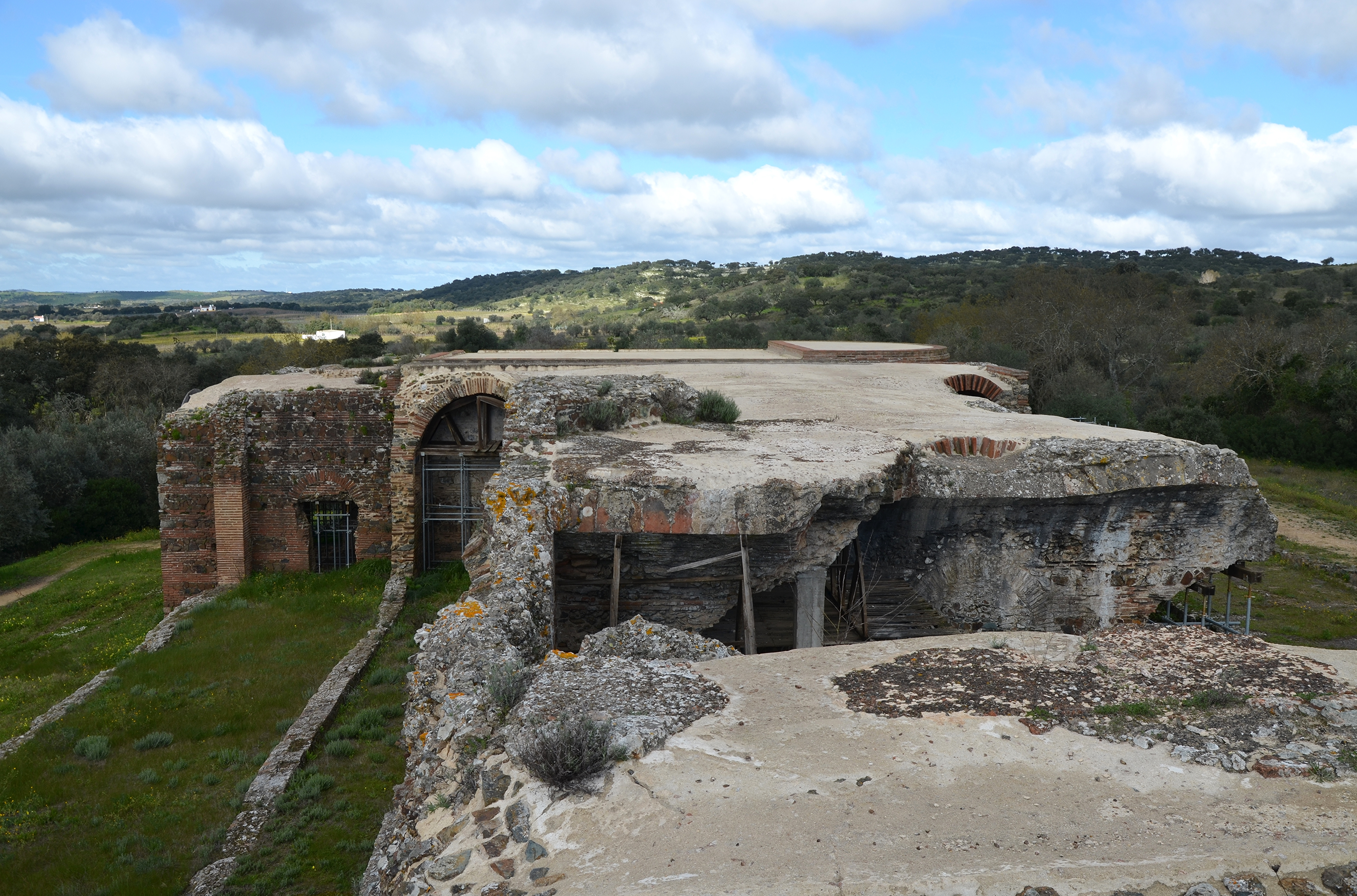
Vista a partir do primeiro andar da mansão, onde residia o proprietário. Esta posição permitia controlar o território em redor

#### Pars urbana
A pars urbana estava situada no piso superior da mansão, e era parcialmente rodeada por um terraço que seguia ao longo da fachada exterior, com compridas varandas ao longo da suas fachadas frontal e posterior, provavelmente com guarnecimentos em madeira. Nas traseiras, esta varanda era suportada por uma série de arcos de volta inteira. O acesso à pars urbana era feito através de uma escada estreita e íngreme. No interior, sobreviveram alguns vestígios do triclinium, que tinha uma mesa para refeições, com três leitos em redor.

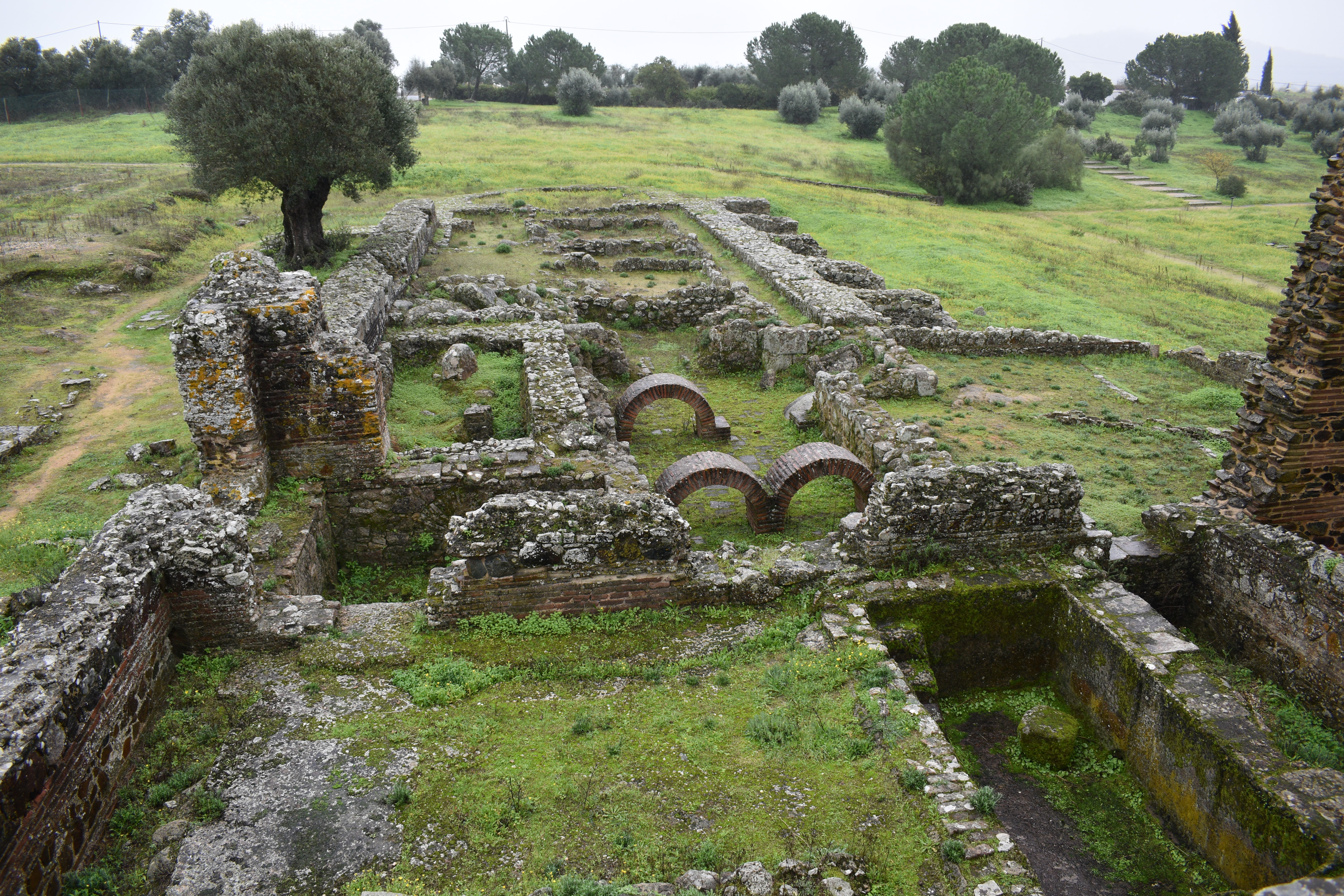
Ruínas do complexo termal

### Termas, jardins e abastecimento de água
A antiga quinta romana possuía um complexo termal, situado junto da mansão, e que contava com áreas comuns para uma estrutura deste tipo, como o caldário (caldarium), frigidário (frigidarium) e tepidário (tepidarium). Destaca-se também o intricado sistema de canalização de água, que era utilizado no abastecimento das termas. Também existem vestígios de um segundo conjunto termal, cujas obras não chegaram a ser concluídas, tendo sido iniciada a construção da grande sala central e das tinas.
As grandes villas romanas com explorações agrícolas, principalmente na região Sul, contavam com complicados sistemas para o transporte de água, que eram utilizados tanto para irrigar os terrenos agrícolas como para abastecer a própria mansão, como as cozinhas e as termas. Este também era o caso de São Cucufate, cujas estruturas de armazenamento tinham uma capacidade estimada de 1 305 m³. Anexo à fachada traseira da mansão, situava-se um tanque de grandes dimensões (natatio), com cerca de 35 x 10 m. O complexo era abastecido por um aqueduto que corria a Norte, do qual foram encontradas as ruínas. Em frente à mansão situava-se uma zona ajardinada, à qual se tinha acesso pelas escadarias na fachada principal, conduzindo estes jardins a um outro grande tanque ou piscina.

### Templo e necrópole
O templo consiste num edifício isolado a cerca de 50 m de distância da mansão, no sentido Sudoeste. De planta sensivelmente quadrada, era composto por uma cela (cella) de planta quadrada, e uma ábside de grandes dimensões, virada para Nordeste, com dois nichos na parede interna. Esta ábside tinha uma configuração em meia cúpula, e estava separada da cela por um muro. O edifício teria cerca de 2,5 m de altura, e era rodeado por uma galeria com colunas (peristasis), cuja cobertura era de altura inferior à do telhado do templo, tendo um nartex à entrada, com quatro colunas. Sobreviveu o anteparo das colunas, em forma de muro baixo. Tal como sucede com a mansão do século IV, foi construído segundo um aparelho com núcleo de cimento, com revestimento em pedra natural e tijolos em fiadas. Este aparelho é diferente do utilizado em Milreu, que foi construído em opus testaceum, ou seja, com um núcleo de cimento totalmente coberto por tijolos. Apresenta a mesma orientação geográfica da mansão, ou seja, sensivelmente de oriente para ocidente.
Não são conhecidas as divindades às quais era dedicado o templo, porque não foram encontradas quaisquer inscrições votivas nem um altar, e o edifício não parecia ter ligações ao elemento aquático, pelo que muito provavelmente não seria um ninfeu (Nymphaeum). Devido às semelhanças em relação com os mausoléus tardo-antigos que se encontraram nas necrópoles romanas, pelo que poderia ser um mausoléu representativo do proprietário da villa, função que poderá ter partilhado com o santuário de Milreu.
Este santuário apresenta várias similitudes com outros locais de culto romanos no Sul do país, principalmente os de Milreu e de Quinta do Marim. Com efeito, segundo o investigador Dennis Graen, este poderá ser uma cópia do santuário de Milreu, tendo uma planta praticamente igual. As diferenças principais são que em Milreu existia um compartimento no muro entre a cela e a ábside, foi utilizado outro tipo de alvenaria, e o pódio (podium) de Sâo Cucufate era muito menor, ou pode não ter existido de todo. Além disso, não foram encontrados quaisquer vestígios de abóbadas ou cornijas, ao contrário do templo de Milreu. Assim, é possível que as coberturas tanto das galerias colunadas como da cela seriam planas, talvez em madeira.
É possível que o templo originalmente estivesse unido à casa principal por uma ala habitada ou por uma galeria com pórtico, tendo sido descobertos os vestígios de um muro, que poderia ser parte desta estrutura. Na galeria e períbolo do templo foram encontrados vestígios de sepulturas paleocristãs, que são maioritariamente visigóticos, com pelo menos uma apresentando símbolos deste período. Estas sepulturas apresentam uma planta rectangular e estrutura simples, tendo sido construídas com recurso a antigos materiais de construção romanos.
Em 1981, os arqueólogos Vasco Mantas e J. G. Gorges estudaram o local de Santiago, situado imediatamente a Norte das ruínas de São Cucufate, onde foram encontrados vários materiais dispersos por uma área de 500 m², incluindo dois muros paralelos de aparelho irregular, e fragmentos de peças de cerâmica em terra sigillata hispânica africana, além de cerâmica comum. Devido aos vestígios encontrados no local e à proximidade em relação à villa romana, este local poderia ter correspondido a uma necrópole romana, ou então a uma estrutura medieval ou moderna onde foram reutilizados os antigos materiais romanos.

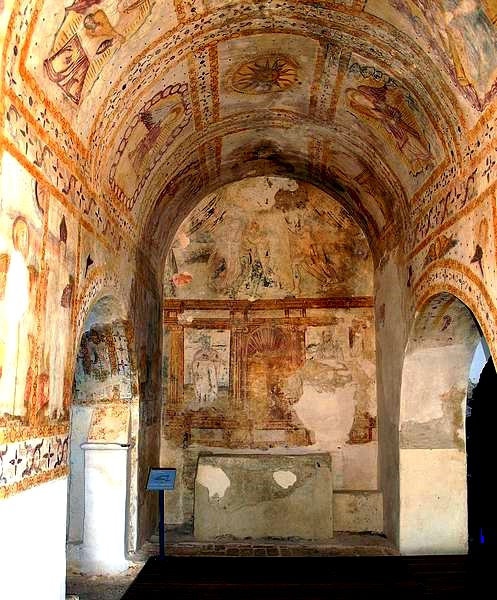
Interior da ermida, mostrando o retábulo fingido, pintado a fresco

#### Igrejas
Após a queda da civilização romana, o antigo complexo romano foi ocupado por dois mosteiros e as correspondentes igrejas, em períodos distintos. Ambos os mosteiros foram instalados em sítios diferentes do piso térreo da mansão, reaproveitando os antigos materiais e estruturas romanas, levando a modificações profundas no interior do edifício. Alguns possíveis vestígios da igreja primitiva podem ter sido encontrados ao lado dos antigos triclínio e tablinum, entre as ruínas da segunda fase da mansão. Esta igreja tinha uma cabeceira com um arco quase em ferradura, de configuração ligeiramente peraltada, e um corpo separado em duas partes: o coro, com dois bancos laterais onde se podiam sentar cerca de dez monges, e a nave, que teria uma capacidade para cerca de cinquenta pessoas, em pé.
A segunda igreja foi instalada no corpo Noroeste da antiga mansão, sendo de construção muito simples, com um corpo de planta rectangular, que termina numa ábside de forma semicircular, com uma abóbada em forma de concha. Este corpo está dividido em duas naves, cada uma com três tramos, isolados por três arcos de volta inteira suportados por pilares, e cujas coberturas apresentam três abóbadas de canhão, no sentido transversal. A nave tem várias portas com verga em arco quebrado e com lintel recto, além de várias frestas de forma rectangular.
No interior, as paredes foram pintadas com murais entre os séculos XIV a XVIII. No altar-mor foi pintado um retábulo fingido, que foi executado pelo artista eborense José de Escovar, que trabalhou em várias igrejas da região, entre 1585 e 1622. Na cobertura encontram-se vários anjos que tocam música e símbolos do Sol, enquanto que as paredes estão revestidas com retratos de santos, com São Francisco, São Bento e Santo António do lado esquerdo, enquanto que do lado direito está São Diogo, sendo todas estas pinturas de autor desconhecido.

### Centro de interpretação e núcleo museológico
O sítio arqueológico conta com um centro de interpretação.
Como parte do processo para a valorização e divulgação das ruínas de São Cucufate, foi instalado um centro museológico na Casa do Arco, onde foi preservada parte do espólio recolhido durante os trabalhos arqueológicos, contando igualmente com um espaço polivalente, que funciona como auditório e para a realização de exposições temporárias.

## Espólio

### Período romano
Nas ruínas de São Cucufate foi recolhido um rico espólio cerâmico, que inclui fragmentos de ânforas, e muitas peças produzidas em pasta calcária clara, originárias da região romana da Bética, que foram identificadas como pertencendo a almofarizes, bilhas, potes e tampas de recipientes, entre outros utensílios. A esmagadora maioria dos fragmentos foram provavelmente fabricados na própria região, o que poderá significar uma certa interioridade da villa romana de São Cucufate, que seria remediada por uma forte produção a nível regional. As principais importações terão sido de almofarizes e bilhas, devido ao reduzido número de potes e tigelas, tendo sido adquiridas essencialmente loiças não cozidas a fogo, que eram pouco adequadas a funções culinárias, sendo principalmente utilizadas nos serviços de mesa, ou para preparar ou guardar os alimentos. Outros instrumentos de cozinha incluem uma colherinha de um passador em ferro, e cinco facas, que eram utilizadas em funções religiosas ou na preparação de alimentos. Em termos de materiais de construção, um dos tijolos despertou especial atenção, por ter preservado a marca de um pé de uma criança, o que pode constituir um testemunho da utilização do trabalho infantil durante a sua produção. Destaca-se igualmente um pedestal em mármore com figuras em relevo, provavelmente representações dos deuses Esculápio e Vénus.
Também foram descobertas pelo menos trinta e duas ferramentas, incluindo doze utensílios de marcenaria, quatro de pedreiro e cinco podoas ou foices, das quais três poderiam ter sido utilizadas na produção vinícola. Em termos de peças de vidro, foi descoberto um grande número de cacos, em vários tons e níveis de qualidade, que foram identificados como pertencendo a taças, copos, tigelas, pratos, garrafas, frascos, bilhas, boiões e unguentários, de dimensões diversas, e nalguns casos ricamente ornamentados. Alguns destes fragmentos de vidro também pertenciam a peças de joalharia, incluindo colares de contas, pulseiras e cabeças de agulha, e a marcas de jogo. Outras peças de joalharia recolhidas no local incluem fíbulas, três alfinetes de cabelo em osso e um de bronze, duas braceletes, uma de aro aberto e outra de fecho em gancho, que devido às suas dimensões deveriam ser para crianças, e vários anéis, incluindo um infantil em osso. Também foi descoberto um grande número de moedas, testemunhando a integração da antiga quinta romana numa economia de mercado. Também foram encontradas duas pinças, uma lâmina de barbear e quatro sondas, instrumentos que eram utilizados habitualmente na higiene pessoal, mas que também podem ter sido empregues em operações cirúrgicas, sendo uma das pinças muito parecida aos utensílios encontrados na Casa do Cirurgião, em Pompeia. Foram igualmente recolhidos vários instrumentos para fiação e costura, como fusaiolas em argila e osso e agulhas em osso e bronze. Entre o espólio figuram artigos que poderiam ter utilização civil ou militar, incluindo peças de vestiário como fivelas, correias, placas de cinturão, correntes e botões, partes arneses para animais, e pontas de diversas armas, como dardos e lanças para combate corpo a corpo (hasta) (en) e arremesso (pillum), que além de servir para o combate também eram empregues na caça. Também se regista a presença de uma placa de couraça em bronze, uma virola para um pillum, parte de uma espada e peças que possivelmente pertenciam à bainha de uma adaga. Surgiram igualmente várias peças associadas à segurança, incluindo parte de um gradeamento, quatro espelhos de fechaduras e fragmentos de cadeados e de trancas para mobiliário, que serviam para diversos tipos de chaves.

### Idades Média e Moderna
Embora a maior parte do espólio encontrado em São Cucufate esteja cronologicamente integrado na época romana, algumas das peças pertencem a períodos de ocupação posteriores, incluindo o domínio visigótico e a instalação do mosteiro. Estas peças pertencem principalmente à vida quotidiana e a várias funções económicas, como ferraduras, ferramentas de costura e de marcenaria, um instrumento cirúrgico de origem não romana, uma placa de cobre que poderia ser um elemento decorativo de mobiliário, o fecho de um cofre em cobre e uma placa de cobre com motivos florais, talvez um berloque. Algumas das peças recolhidas faziam parte de vestuário, como alamares de prata, botões, uma fivela de cobre e uma folha de oito pétalas em cobre, provavelmente um elemento decorativo. Uma parte significativa do espólio é de significado religioso, incluindo uma medalha religiosa do período renascentista com uma figura mariana, duas cruzes peitorais, uma placa em cobre com uma flor-de-lis e uma tampa em estanho que poderá ter feito parte de um recipiente para incenso. O espólio correspondente à época islâmica é muito reduzido, cingindo-se a duas partes de corda seca, que foram descobertas no tanque a ocidente da villa.

## História

### Antecedentes
A ocupação mais remota do local onde se erguem as ruínas terá sido durante o Neolítico final, uma vez que foram descobertos materiais daquele período, embora não tenham sido encontradas quaisquer estruturas, o que poderá sugerir uma presença apenas temporária. Este local também terá sido ocupado durante o Calcolítico, pertencendo igualmente a este período o grande Menir de Mac Abraão, entre a Vidigueira e Vila Alva, e um possível povoado na zona do Cabeço da Mina.

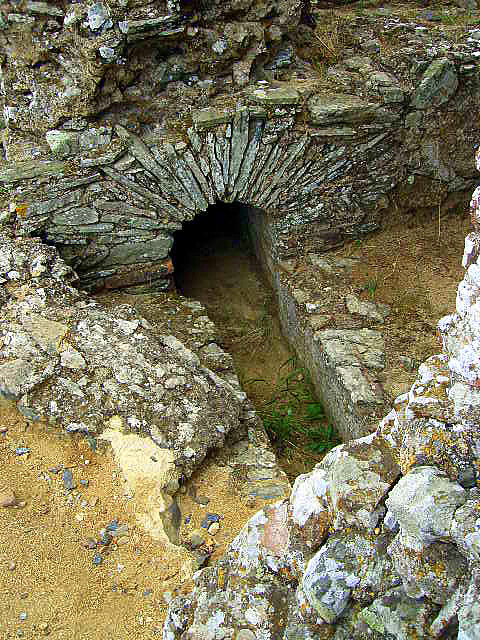
Detalhe de uma antiga canalização romana

### Período romano
O complexo romano de São Cucufate foi construído provavelmente em meados do século I, devido à reduzida presença e à natureza tardia de cerâmica em Terra sigillata itálica, e uma maior quantidade de terra sigillata sudgálica. Nesta altura já produzia vinho, uma vez que foram encontrados os vestígios de três filas de talhas romanas (dolia) nas ruínas do edifício primitivo. Esta villa original era de pequenas dimensões, embora possuísse desde já o complexo termal, que foi utilizado até ao final da ocupação romana. A villa passou depois por duas grande campanhas de obras, que lhe deram uma maior monumentalidade, tanto do ponto de vista arquitectónico como artístico. A segunda fase começou com a primeira campanha de obras, no século II, que foi muito básica, sendo a nova villa ainda muito semelhante à anterior, reforçando a aparência urbana dos edifícios, mas ostentando ainda a composição típica das estruturas residenciais romanas, com as várias divisões organizadas em redor de um ou mais pátios centrais, com peristilo. Durante esta fase, terá sido igualmente instalado o tanque de grandes dimensões nas traseiras da mansão. Algumas partes da villa antiga permaneceram após as obras, como o lagar e as residências dos criados da lavoura, situados a Nascente.
A terceira fase do complexo romano de São Cucufate iniciou-se em meados doséculo IV, com a realização da segunda campanha de obras de modificação, sendo esta data testemunhada pela presença de alguns vestígios de cerâmica, que foram datados de cerca do ano 360. Esta intervenção modificou profundamente a estrutura da casa, que passou a apresentar uma estrutura típica de uma villae aulica, passando a ter uma organização mais aberta, com especial atenção às fachadas e um maior número de vãos, de forma a potenciar as ligações entre os compartimentos e o exterior. As ruínas de algumas das salas da segunda fase são visíveis nas traseiras do edifício principal, incluindo o antigo triclínio (triclinium), em formigão de tons róseos, que perdeu as suas paredes e cobertura e foi transformado num espaço aberto, talvez com uma pérgula. Do lado nascente do triclínio foram descobertas as ruínas de outros compartimentos, que poderão ter sido utilizados pelo feitor da propriedade e como alojamento dos criados domésticos. A distinção entre as estruturas das três fases pode ser constatada através de uma análise dos materiais e do aparelho construtivo, uma vez que são muito diferentes em cada fase. Estas grandes alterações demonstram uma maior capacidade económica por parte dos proprietários, que seriam de uma elevada classe social. A evolução histórica da villa de São Cucufate é de grande importância para a arqueologia romana em Portugal, porque ajuda a explicar o desenvolvimento das estruturas deste género no antigo território da Lusitânia. No Sul do país foram encontrados outros exemplos de villas que sofreram processos idênticos de expansão, como a de Torre de Palma, em Monforte, de Vale de Mouro, em Mêda, e de Milreu, em Faro. As termas também foram alvo de modificações, embora de forma menos aprofundada. Com efeito, durante a terceira fase, que reconstruiu totalmente a mansão de forma monumental, as termas apenas foram remodeladas, tendo sido iniciada a construção de um segundo complexo termal, mais adequado ao novo edifício, mas as obras não chegaram a ser concluídas. O templo também terá sido construído durante o século IV, provavelmente durante o mesmo período em que se fizeram as obras da nova mansão, uma vez que apresenta a mesma orientação geográfica e as mesmas técnicas de construção. Além disso, foram encontrados vestígios de cerâmica em terra sigillata, provando que foi construído ainda durante o século IV, já depois do período de Constantino.
A villa de São Cucufate é um testemunho da organização social e económica romana, baseada em centros urbanos de grande e média dimensão, unidos por uma rede de estradas, e em vários núcleos para a exploração dos recursos naturais, principalmente agrícolas, podendo estes ser considerados como antepassados dos típicos montes alentejanos. A localização da quinta romana, junto a várias vias importantes, pode indicar que os excedentes eram exportados e não chegavam a entrar nos circuitos comerciais locais, situação idêntica à de outras estruturas deste tipo na região da Lusitânia. Assim, um carro de bois com cerca de 1000 l podia percorrer a distância entre São Cucufate e a cidade romana de Pax Julia (moderna Beja) em pouco menos do que um dia, sendo o vinho depois guardado em armazéns ou vendido ao público em tabernas. Devido ao espólio encontrado no local, pode-se inferir que o complexo de São Cucufate praticava um modelo económico de mercado com um certo grau de desenvolvimento. É possível que na villa fossem comercializados não só os próprios produtos mas também os de outros campos em redor, fornecendo desta forma uma fonte de remuneração que não estava totalmente dependente das práticas agrícolas. Outros exemplos de explorações agrícolas romanas no Alentejo são a Insuínha II, na Vidigueira, que incluía um lagar de vinho e uma adega (cella vinaria), um pequeno complexo agrícola a Sul de Vila de Frades, possivelmente do período Júlio-Claudiano, e o lagar de azeite no Monte da Chaminé, em Ferreira do Alentejo. A natureza do espólio cerâmico encontrado junto às ruínas demonstra uma certa interioridade, do ponto de vista geográfico, embora a villa ainda tenha mantido ligações com o exterior, como comprovado pela presença de peças produzidas noutras regiões, como a Bética. Algum do material cerâmico também apresenta fortes indícios de ter sido utilizado para o transporte de produtos piscícolas, comprovando que a villa esteve em comunicação com a faixa litoral.
O sítio arqueológico de São Cucufate não foi o único vestígio da presença romana na freguesia de Vila de Frades, tendo sido encontrados indícios de um habitat daquela época nas imediações da Ermida de Santa Clara, e uma outra provável villa romana foi descoberta junto à Ribeira de Mac Abraão, na área das Pedras da Zorra, onde foram identificados muitos fragmentos de materiais de construção, incluindo telhas e mosaicos, além de outras peças como moedas e ânforas. A Sul das ruínas de São Cucufate, junto à Ermida de Santo António dos Açores, foi identificada uma necrópole romana. Outro importante sítio arqueológico romano no concelho da Vidigueira é a villa do Monte da Cegonha, em Selmes.

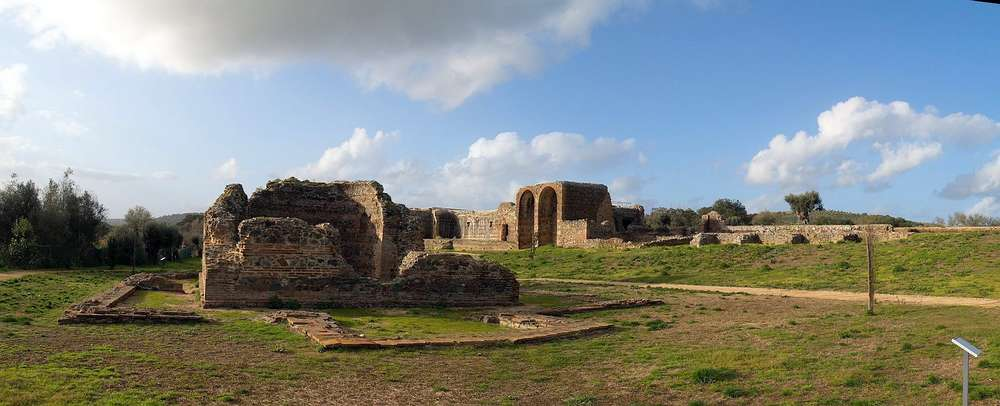
Vistal frontal do templo romano, vendo-se o pavimento do antigo pórtico, onde foram descobertas as sepulturas paleocristãs

### Invasões bárbaras e domínio visigótico
A ocupação primitiva do local ter-se-á prolongado até aos séculos V a VI, tendo a villa em si sido desabitada provavelmente em meados do século V. Este processo de abandono deu-se durante uma época de grandes agitações políticas e sociais, devido ao declínio da civilização romana e às chamadas invasões bárbaras, durante as quais vários povos do Norte da Europa invadiram a Península Ibérica. A situação só começou a estabilizar com a ascensão da monarquia visigótica, que se iniciou no século V, e em 624 estabeleceu o seu domínio sobre toda a Península Ibérica. O sítio de São Cucufate terá continuado a ser ocupado durante este período, tendo o antigo templo romano sido adaptado numa basílica cristã, uma vez que foram descobertas sepulturas paleocristãs no pátio, e na galeria, que ostentavam simbologia visigótica. Esta adaptação dos antigos templos pagãos a centros de culto e cemitérios cristãos foi uma prática comum durante este período, podendo ser encarada como uma tentativa de estabelecer o domínio da religião cristã sobre as crenças primitivas, tendo-se encontrado provas deste processo noutros pontos do país, incluindo em Milreu, onde o antigo templo romano foi reaproveitado para o culto cristão. Segundo o investigador Dennis Graen, o templo romano de São Cucufate poderá ter sido cristianizado logo em 400 ou nos anos seguinte, tendo provavelmente sido convertido numa igreja.
Esta basílica pode ser integrada no grupo de edifícios de culto paleocristãos em ambiente rural, maioritariamente instalados em antigas estruturas romanas, situação que também ocorreu em Milreu e no Montinho das Laranjeiras, entre outros. A transformação do templo poderá ter sido feita pelos próprios senhorios da antiga villa romana, que se terão convertido ao cristianismo, tendo sido provavelmente consagrado a São Cucufate, que foi martirizado em 304, no território que modernamente é parte da Espanha.

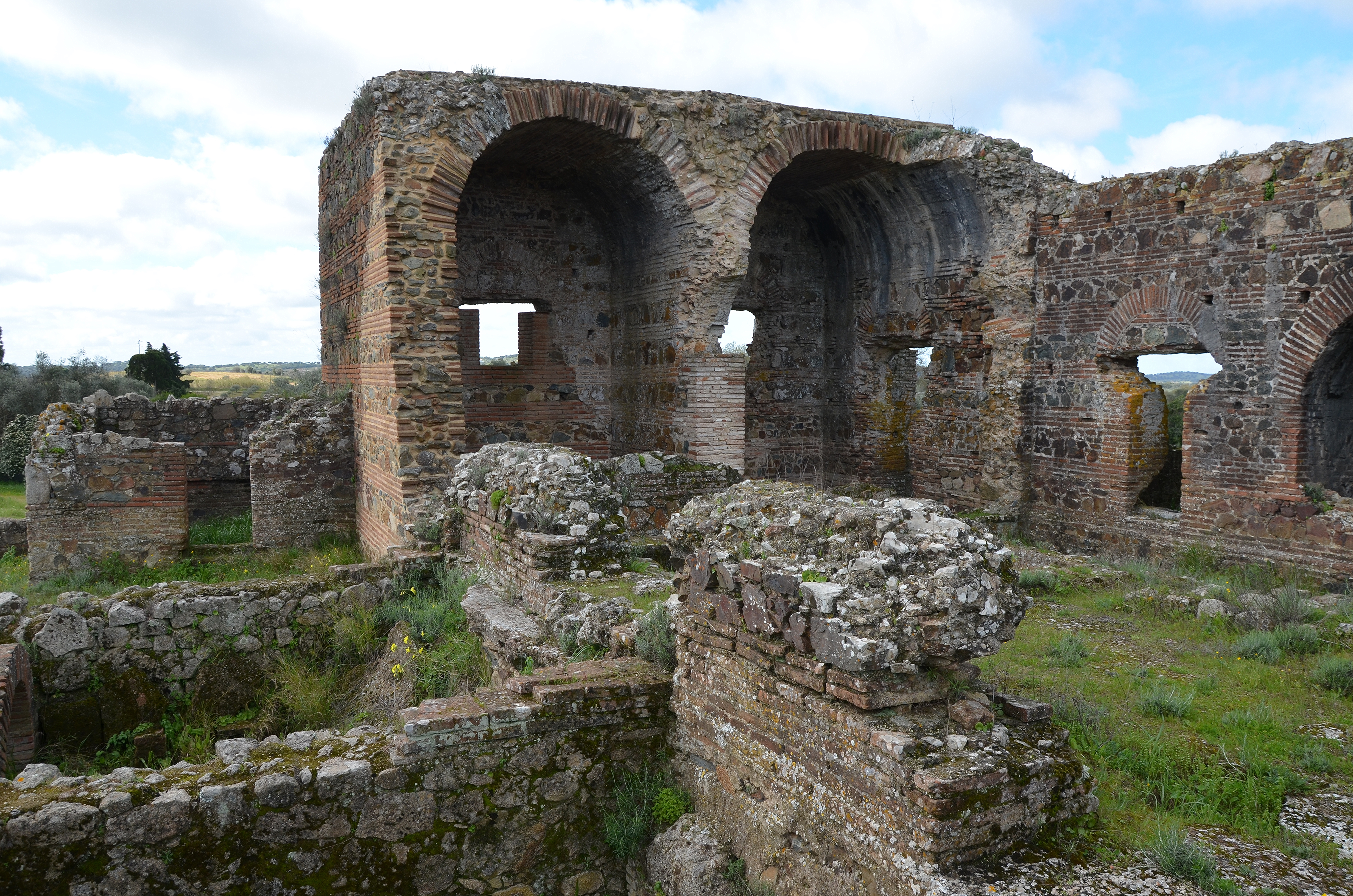
Vista traseira do criptopórtico oriental

### Período islâmico e reconquista
Nos princípios do século VIII iniciou-se o domínio islâmico da Península Ibérica, O local de São Cucufate terá continuado a ser habitado durante o período islâmico, embora o espólio atribuído a esta época seja muito reduzido. Porém, foram encontradas provas de habitação durante esta fase na região em redor, incluindo uma possível povoação a Oeste das ruínas, e a Norte, na zona de Sesmarias, foi identificado um provável habitat, igualmente da Idade Média.
O antigo templo pagão não foi a única parte das ruínas romanas a serem convertidas para o culto cristão, tendo posteriormente sido instalado um mosteiro ou convento cristão no espaço da antiga mansão, reaproveitando as estruturas e materiais já existentes no local. Porém, a sua data de fundação ainda não foi totalmente esclarecida, tendo sido avançadas várias teorias, algumas defendendo que foi criado ainda durante o período visigótico, tendo os historiadores seiscentistas Frei Leão de São Tomás e Jorge Cardoso escrito que tinha sido instalado neste local um mosteiro da Ordem de São Bento, durante o «tempo de Godos». Em 1885, o investigador Gerardo Augusto Pery apontou o ano de 586 como a data em que o mosteiro foi ocupado, e que teria sido o segundo da Ordem de São Bento a ser instalado em Portugal, tendo o primeiro sido o de Lorvão, fundado em 534. Outros investigadores, como Manuel Luís Real, acreditam que terá sido mais tardia, já durante o domínio muçulmano. O escritor Fialho de Almeida tinha uma opinião semelhante, tendo calculado, na sua obra de 1921 Estancias d’Arte e de Saudade, que o convento tinha sido fundado «pelas alturas do seculo oitavo, ou nono, ou decimo...». Porém, de acordo com os vestígios encontrados no local, a data mais provável para o estabelecimento do mosteiro terá sido entre os séculos IX e X.
Este mosteiro terá sido abandonado devido a problemas de estabilidade na região, causadas pelas batalhas pela posse da cidade de Beja durante a Reconquista, inicialmente entre 1159 e 1162. Em 1172, Beja terá sido cercada e conquistada pelo comandante militar conhecido como Geraldo sem Pavor, embora tenha sido abandonada pelas tropas cristãs logo em Janeiro de 1173. A cidade terá sido definitivamente tomada em 1232, embora os combates tenham-se prolongado até 1234. Augusto Pery avançou com uma data anterior para o abandono do mosteiro, em 983, quando teria sido destruído pelas forças islâmicas.

### Segundo convento de São Cucufate
O rei D. Afonso III entregou o senhorio do castelo e da vila da Vidigueira ao mestre Tomé, tesoureiro da Sé de Braga como parte de um programa para a repovoamento da região, ao longo do século XIII. Porém, esta doação foi de uma natureza diferente das que sucederam posteriormente no Alentejo, como as de Moura e Serpa à Ordem dos Hospitalários em 1232, e Aljustrel à de Santiago, que tinham como função principal assegurar a defesa do território reconquistado. No caso da Vidigueira, a sua importância advinha não da sua localização geográfica nem da existência de uma fortificação a defender, mas principalmente da fertilidade dos seus solos, com destaque para os seus vinhos, que na altura ainda não tinham perdido fama para os do Douro e outras regiões. Esta situação sucedeu igualmente na aldeia que depois ganhou o nome de Vila de Frades, que nesse período vivia principalmente da agricultura, com uma vinicultura já desenvolvida, o que, segundo Augusto Pery, terá despertado o interesse dos cónegos de São Vicente de Fora, de Lisboa. Assim, em 1225, 1252 ou 1255, o bispo de Évora, D. Martinho, entregou-lhes a freguesia, por solicitação de D. Afonso III. Esta doação foi parte de uma estratégia real para o aproveitamento dos terrenos incultos, através da sua concessão a ordens religiosas, processo que marcou profundamente a organização do território no Alentejo. Os religiosos fizeram ali obras, tendo ali instalado um novo mosteiro, igualmente dedicado a São Cucufate, que terá sido construído em 1255, com a instalação da nova igreja no antigo corpo Norte da mansão romana. Apesar de estas obras terem levado a modificações profundas na antiga casa romana, principalmente na pars rustica, ajudaram a preservar a antiga villa em si. Isto está de acordo com os vestígios encontrados no local, que apontam o início da ocupação do novo mosteiro entre os séculos XIII e XIV. Com a fundação do novo mosteiro também foi criada a a paróquia de São Cucufate, que foi a origem da posterior freguesia de Vila de Frades, cuja denominação faz alusão aos religiosos que ocupavam o mosteiro.
O mosteiro terá sido abandonado em meados ou finais do século XVI ou no século XVII, provavelmente devido ao avançado estado de degradação do edifício. Com efeito, em 1640 foi descrito pelo cónego de Évora, Manuel Severim de Faria, como estando em ruína. Porém, o mosteiro terá sido reaberto na segunda metade do século XVII, sendo habitado por um frade eremitão. A capela esteve aberta ao culto até 21 de Novembro de 1723, quando faleceu o seu último capelão, que era sustentado pela Santa Casa da Misericórdia de Vila da Frades, ficando o edifício depois ao abandono. Nesta última fase, o orago da igreja passou a ser São Tiago. Os frescos que revestem as paredes e a cobertura da igreja foram feitos em períodos diferentes, tendo o retábulo fingido sido pintado na transição para o século XVII pelo artista José de Escovar, enquanto que o resto dos frescos foram executados na segunda metade dessa centúria.
De acordo com a obra Portugal: diccionario historico, chorographico, heraldico, biographico, bibliographico, numismatico e artistico, publicada em 1915, tinham existido dois conventos na freguesia de Vila de Frades, um de monges capuchos dedicado a Nossa Senhora da Assunção, e outro de «S. Cucufate, de monges ou benedictinos». Este teria sido «um dos mais antigos e notaveis de Portugal e da peninsula. O seu prelado se intitulava, como os de Cluni e do Monte Cassino, Abbade dos Abbades.». A sua construção teria sido «muito anterior á invasão dos moiros, conservou-se aberto ao culto muito tempo durante a occupação mussulmana, mas por fim os moiros o destruiram. Teve grandes rendas e fabrica sumptuosa, e já depois de completamente arrasado e deserto, foi dado com esta freg. em 1225, por D. Sancho II, aos cruzios de S. Vicente de Fóra, os quaes, segundo se julga, nunca o restauraram nem o habitaram, mas povoaram o sitio e crearam esta villa, dando-lhe o seu 1.º foral, conforme dissémos, pelo que a pov. se denominou Villa de Frades, ou de Frades.
Durante o período contemporâneo, foi criada uma propriedade privada na zona a Poente das ruínas, a Horta de São Cucufate, de forma a tomar partido da grande quantidade de água disponível e a fertilidade dos solos.

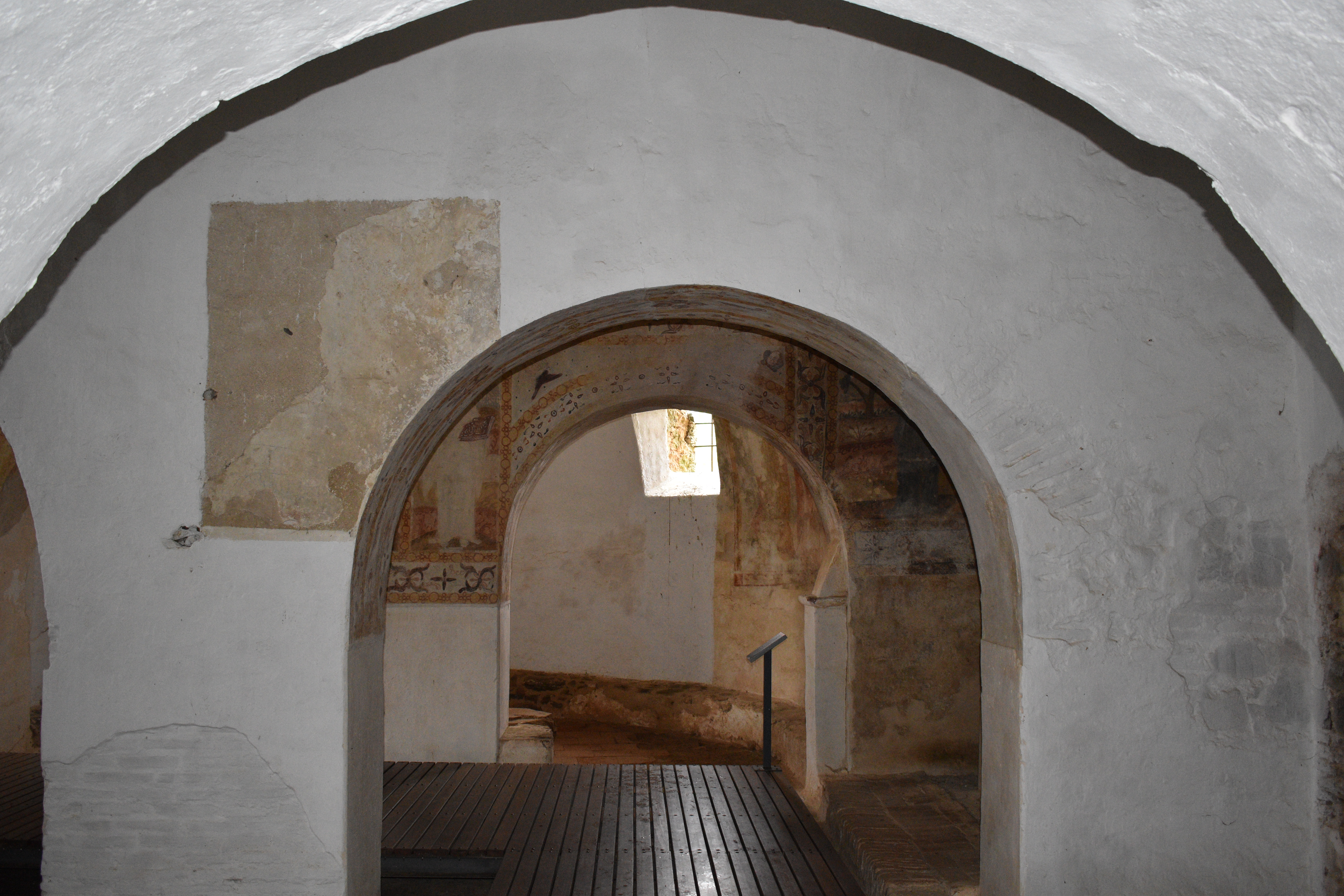
Interior da capela, vendo-se algumas pinturas murais

### Séculos XIX e XX
A igreja de São Cucufate foi listada num edital de 10 de Dezembro de 1833, relativo a um concurso para a admissão de párocos para vários santuários, sendo então considerada como parte do Bispado de Beja. Nos finais do século XIX, apesar da sua importância a nível local, as ruínas eram quase desconhecidas a nível nacional, não tendo sido alvo de investigações por parte dos arqueólogos e historiadores. Um dos motivos para este desconhecimento do público em geral poderá ter sido a sua localização, uma vez que estava quase totalmente escondida da estrada entre Vila de Frades e Vila Alva pela vegetação. Nesta época, o edifício já encontrava num avançado estado de ruína, provocado em parte por vários sismos, embora ainda fosse possível testemunhar a grandiosidade dos edifícios originais, devido à resistência da sua construção.
Na década de 1940, os vestígios arqueológicos de São Cucufate atraíram a atenção de vários investigadores e dos responsáveis pela gestão do património, processo que culminou com a sua classificação das ruínas como Monumento Nacional, pelo Decreto n.º 36:383, de 28 de Junho de 1947, julgando-se então que pertenciam apenas ao convento de São Cucufate. Segundo o investigador Falcão Machado, as ruínas do mosteiro de São Cucufate atingiram uma certa notoriedade na região, ao ponto que os habitantes da aldeia de Vila de Frades era conhecidos como cucufates ou cucos.
A identificação do local como as ruínas de um antigo complexo romano foi feita em 1970, com as escavações de D. Fernando de Almeida, que foi responsável pela primeira planta geral da villa. Porém, os trabalhos de investigação aprofundados no local só se iniciaram em 1979, por uma equipa luso-francesa, coordenada por Jorge de Alarcão, Robert Étienne e Françoise Mayet, das universidades de Coimbra e de Bordéus III, tendo-se prolongado até 1985 a 1987. Em 1997 foram feitas sondagens arqueológicas no âmbito de obras para o restauro e valorização do monumento, tendo-se investigado um tanque e acompanhado a instalação de um parque de estacionamento.
Entre Dezembro de 1999 e Fevereiro do ano seguinte, a villa foi alvo de uma intervenção de limpeza, conservação e restauro por parte da empresa ERA Arqueologia, no sentido de aumentar a visibilidade das estruturas, e melhorar as condições de visita ao monumento.

### século XXI

#### Década de 2000

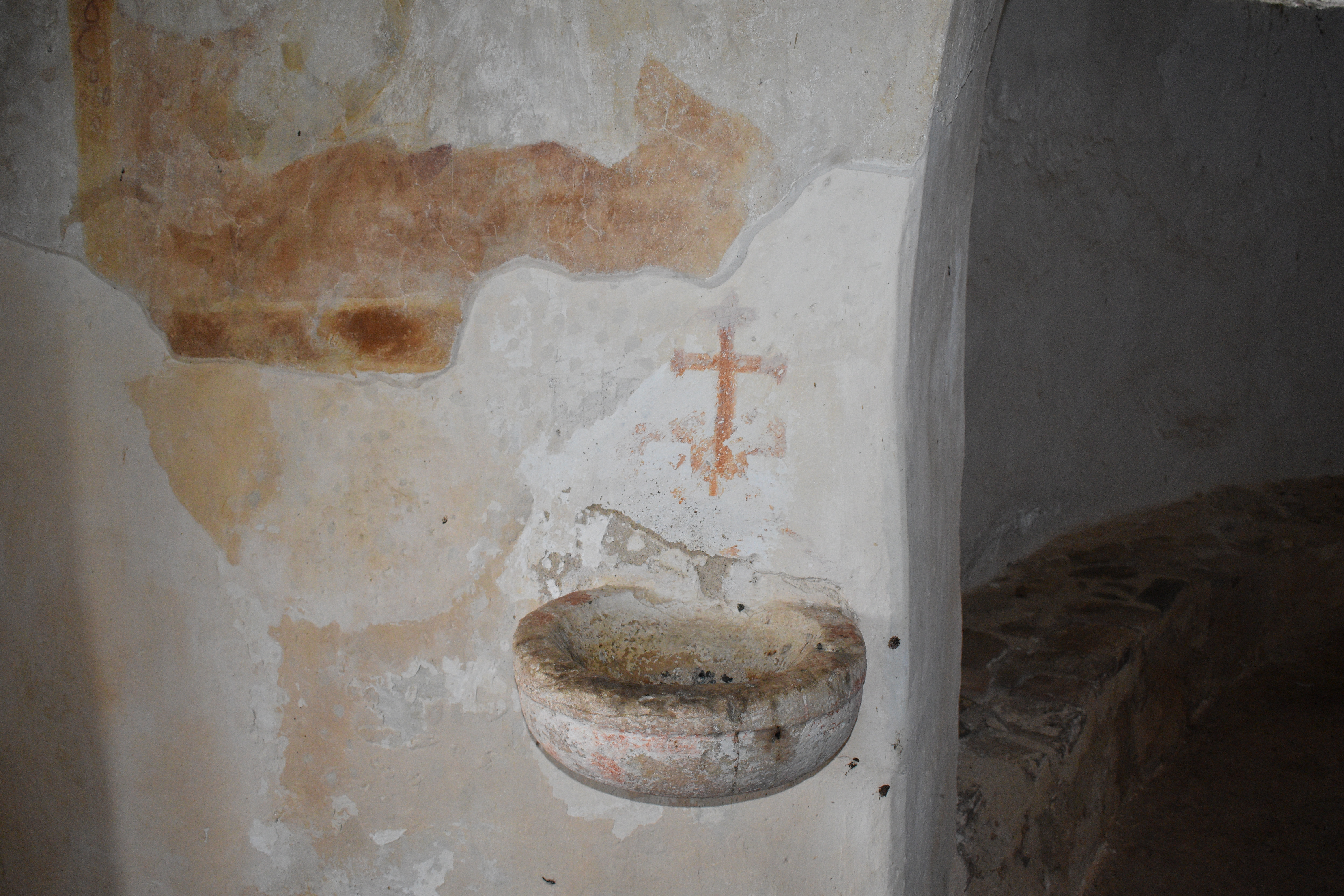
Pormenor da bia baptismal, no interior da capela

Nos princípios do século XXI, foram feitos novos trabalhos arqueológicos, como parte de um plano de valorização do sítio, que levaram à identificação das várias fases de construção e ocupação do antigo complexo. Em 2001, foi feito o acompanhamento arqueológico das obras do centro de interpretação, no lado Sul do monumento, tendo sido descobertos alguns materiais e estruturas, pelo que a villa romana podia originalmente prolongar-se naquele sentido. A construção do centro de interpretação foi feita no âmbito do programa Itinerários Arqueológicos do Alentejo e do Algarve do Instituto Português do Património Arquitectónico, durante o qual também foram feitas obras nos arranjos exteriores do monumento.
Em 2006, foi inaugurado um núcleo museológico em Vila de Frades, dedicado às ruínas de São Cucufate, ocupando os antigos edifícios da Casa do Arco e Casa do Almeida, que foram cedidas pela autarquia de Vidigueira. Em finais de 2007, as ruínas como o núcleo museológico estiveram temporariamente encerrados devido à falta de funcionários, uma vez que as duas pessoas que lá trabalhavam estavam prestes a terminar os seus vínculos laborais. Esta situação foi resolvida com um acordo de gestão tripartida entre a direcção regional do IGESPAR, a Junta de Freguesia de Vila de Frades e a Câmara Municipal da Vidigueira, para a colocação de três funcionários e a divisão das despesas, tendo ambos os espaços reaberto ao público em 1 de Junho de 2008.

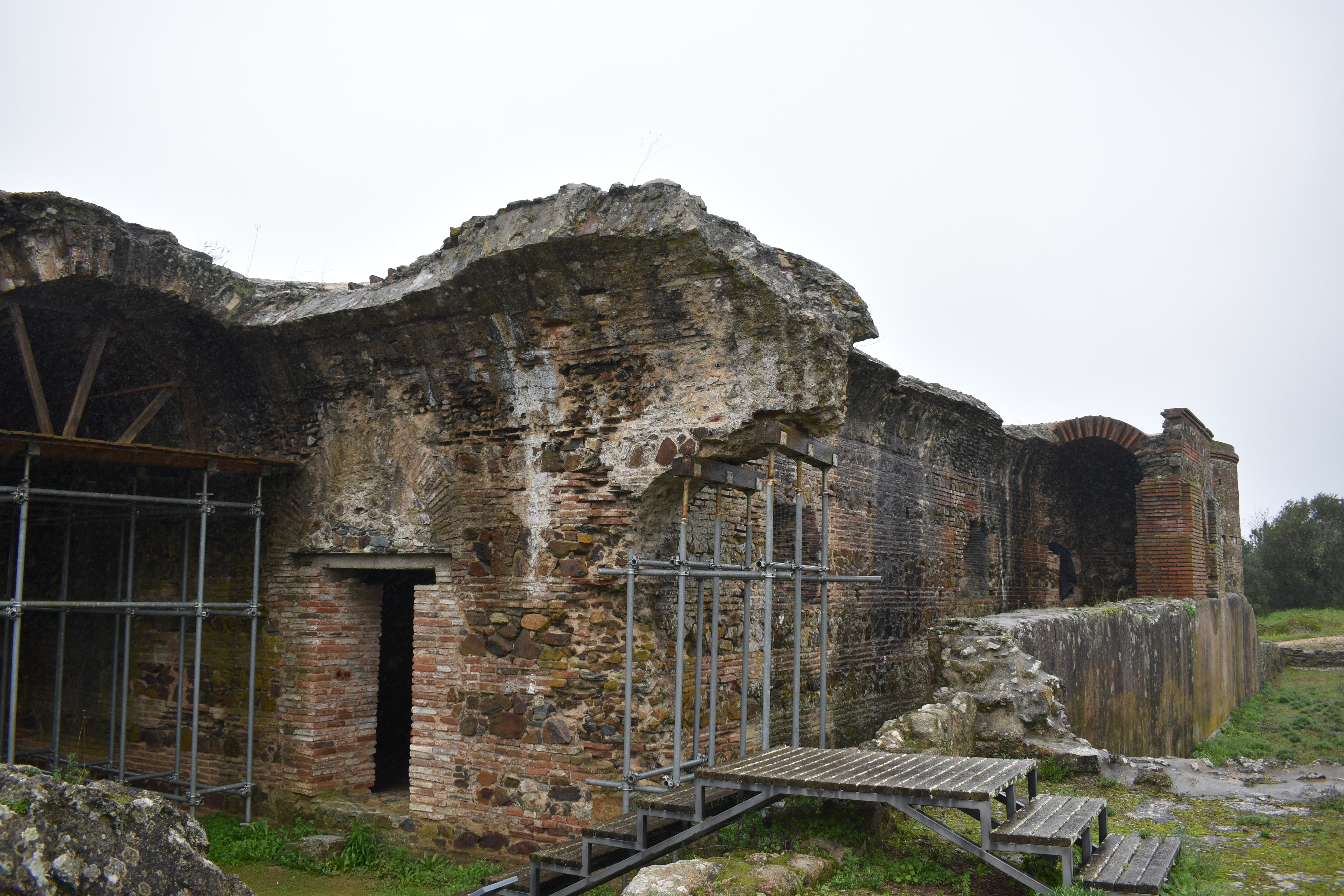
Zona da antiga adega de vinho romana

#### Décadas de 2010 e 2020
Em Março de 2012, foi organizada a peça de teatro infantil Vêm aí os cómicos - A História do Teatro em Comprimidos nas ruínas de São Cucufate, no âmbito do Programa de Sensibilização para a Educação Cultural, da Direcção Regional de Cultura do Alentejo. Em Setembro de 2013, o Instituto Dom Luiz, da Faculdade de Ciências da Universidade de Lisboa, iniciou o programa Regena - Recuperação Holocénica e Pleistocénica da variação secular geomagnética do Atlântico Norte, que foram as primeiras investigações sistemáticas de arqueomagnetismo em território nacional. No âmbito deste programa, seis conjuntos de espólio cerâmico do sítio arqueológico de São Cucufate foram submetidos a estudos arqueomagnéticos de paleointensidade, tendo sido cronologicamente integrados em quatro grupos: dos finais do século I aos inícios do século II, segundo terço do século II, cerca do ano 360, e meados do século V.
Um dos investimentos que estavam planeados no âmbito do Programa Operacional Regional Alentejo 2020, que aplicou fundos europeus no desenvolvimento económico, social e cultural da região entre 2014 e 2020, foi a Valorização e Conservação do Sítio Arqueológico de São Cucufate. Este programa englobava um pacote de medidas no sentido de valorizar o monumento, através da melhoria das condições de visita, tanto em termos de segurança como de informação ao público.
Em Outubro de 2018, a Vidigueira foi uma das autarquias fundadoras da Associação de Municípios do Portugal Romano, tendo participado devido à presença de importantes sítios arqueológicos daquele período no concelho, incluindo o de São Cucufate. Em Abril de 2019, a organização não governamental americana Global Digital Heritage iniciou um programa de levantamento tridimensional de vários monumentos na região do Alentejo, incluindo as ruínas de São Cucufate, no sentido de proceder à sua divulgação e salvaguarda, de forma digital. Em Setembro desse ano, a autarquia de Vidigueira, a Direcção Regional de Cultura do Alentejo e o Centro de Estudos de Arqueologia, Artes e Ciências do Património da Universidade de Coimbra organizaram um evento comemorativo dos quarenta anos do início das obras em São Cucufate, que incluiu um seminário, visitas guiadas e um dia aberto ao monumento, bem como uma adiafa, uma festa tradicional da região.

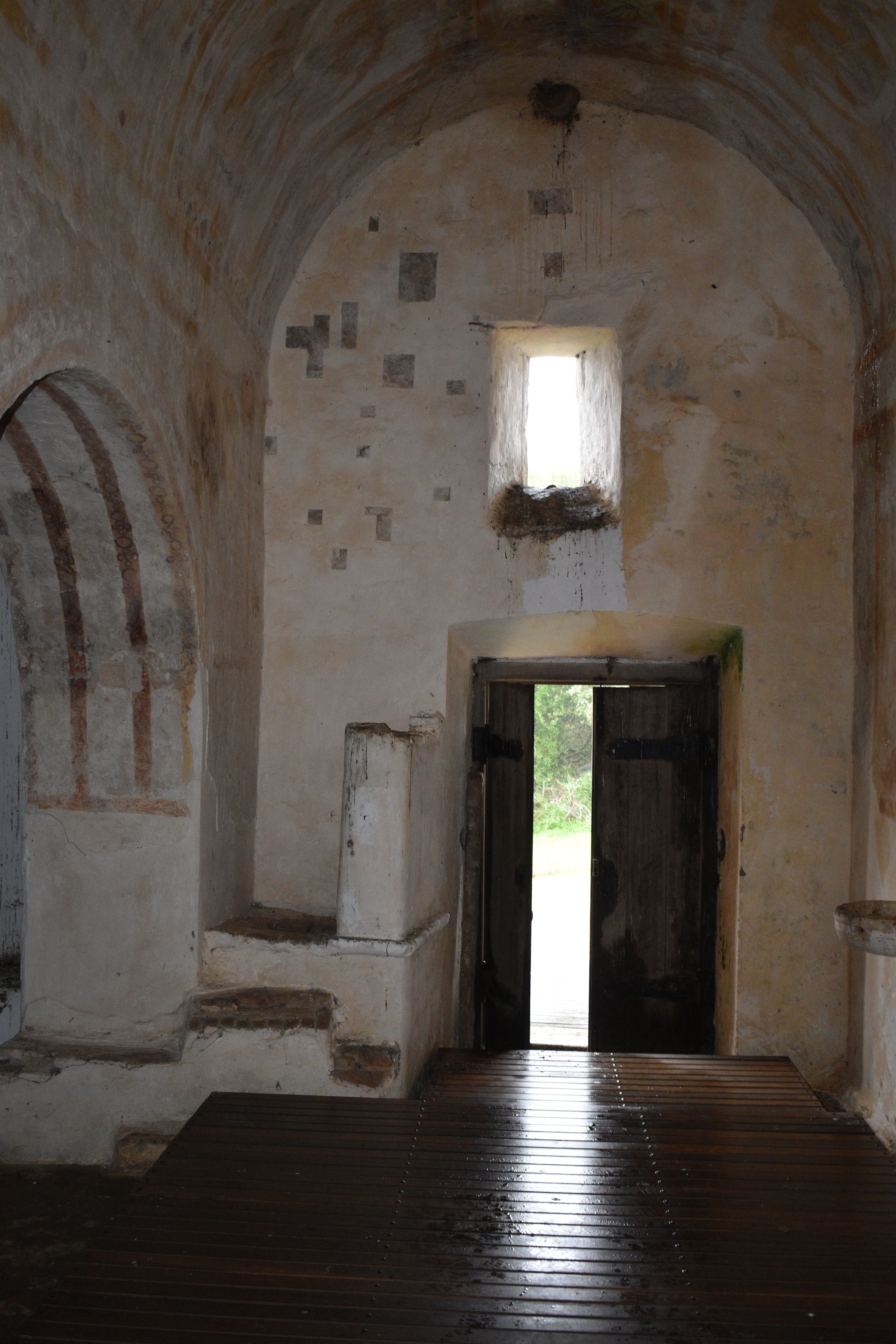
Entrada da ermida, em 2020

Em Dezembro de 2020, a Direcção-Geral do Património Cultural iniciou um processo de reclassificação das ruínas de São Cucufate, que também iria incluir o alargamento da zona protegida, o lançamento de uma proposta para a criação de uma Zona Especial de Protecção, e a alteração da denominação legal do monumento para Sítio Arqueológico de São Cucufate. Este procedimento foi aberto devido a uma proposta da Direcção Regional de Cultura do Alentejo, tendo sido lançado no âmbito das comemorações dos quarenta anos dos estudos arqueológicos no local, que foram iniciadas em 2019. A directora regional de Cultura do Alentejo, Ana Paula Amendoeira, comentou que a reclassificação das ruínas para Monumento Nacional, a mais elevada categoria do património em Portugal, «era há muito devida», tendo sido iniciada devido «à necessidade de adequar o instrumento de proteção legal» à corrente situação das ruínas, e à sua importância patrimonial, histórica e cultural. Com efeito, era considerada a villa romana melhor conservada, «não só em Portugal, mas também a nível internacional», sendo igualmente uma importante fonte de informação sobre a organização social, económica e administrativa do período romano, e sobre o desenvolvimento do cristianismo em território nacional. Desta forma, argumentou que a classificação como Monumento Nacional era «muito mais adequada a esta realidade» do que a categoria de Imóvel de Interesse Público, e que o processo iria ser feito «integrando e ilustrando valores de memória que têm a ver com a História da construção da identidade nacional e da estruturação do território ao longo de quase dois milénios». Este procedimento iria abranger igualmente a ampliação da área de classificação, devido ao «desenvolvimento dos trabalhos arqueológicos sistemáticos e em área, como nunca antes tinha acontecido», que possibilitou uma melhor compreensão da «real extensão da área de implantação do edificado», levando à «redefinição da área que deve estar classificada». Desta forma, a área protegida iria «integrar todos os vestígios de construções existentes e atualmente conhecidos». Quanto à denominação legal, foi atribuída a tipologia de sítio arqueológico por se tratar «efetivamente de um sítio arqueológico multiperiodal», com vestígios de várias épocas sobrepostas num só local, enquanto que o nome de São Cucufate foi escolhido «por ser a designação mais antiga conhecida», tendo sido referida num documento de 1255 de doação, por D. Sancho III, do Convento de S. Cucufate ao Convento de Vicente de Fora, de Lisboa, e por ser igualmente «uma referência que permanece como orago da Paróquia de Vila de Frades», além de ter sido o nome utilizado pelos vários investigadores do local desde as pesquisas de década de 1970.
Em Dezembro de 2021, previa-se que o sítio arqueológico de São Cucufate iria receber um subsídio de cerca de 214 mil euros, como parte do Plano de Recuperação e Resiliência para a área da Cultura. Em Outubro de 2022, foi organizado em São Cucufate o primeiro encontro da série internacional Antropocénica, promovido pela Direcção Regional de Cultura do Alentejo e as universidades de Lisboa e de Coimbra, e que tinha como finalidade debater assuntos relativos à filosofia, arqueologia e arquitectura.